# Сухомел, Мартин
Ма́ртин Су́хомел (чеш. Martin Suchomel; 11 сентября 2002, Прага) — чешский футболист, защитник пражской «Спарты».

## Клубная карьера
Воспитанник академии пражской «Спарты». В сезоне 2021/22 выступал за вторую команду клуба — «Спарта-Б», где провёл 27 матчей и забил 1 гол.
9 февраля 2022 года дебютировал за основной состав «Спарты» в матче Кубка Чехии против «Славии».
В чемпионате Чехии дебютировал 31 июля 2022 года в составе «Млады-Болеслав» в выездном матче против клуба «Слован Либерец».
В течение двух сезонов аренды в «Младе-Болеслав» (2022/23 и 2023/24) провёл 34 матча и забил 2 гола.
В 2024 году вернулся в «Спарту» и стал частью основной команды.

## Карьера в сборной
Выступал за юношеские сборные Чехии различных возрастов. С 2022 по 2025 год представлял молодёжную сборную Чехии, за которую сыграл 15 матчей.
5 июня 2025 года был включен в окончательную заявку молодёжной сборной на молодёжный чемпионат Европы 2025.